# 132 Aethra
132 Aethra је Марсов тројански астероид са пречником од приближно 42,87 km.
Афел астероида је на удаљености од 3,626 астрономских јединица (АЈ) од Сунца, а перихел на 1,595 АЈ.
Ексцентрицитет орбите износи 0,388, инклинација (нагиб) орбите у односу на раван еклиптике 24,968 степени, а орбитални период износи 1541,164 дана (4,219 године).
Апсолутна магнитуда астероида је 9,21 а геометријски албедо 0,199.
Астероид је откривен 13. јуна 1873. године.